# Tour de France 2012/13. Etappe
Die 13. Etappe der Tour de France 2012 fand am 14. Juli 2012 statt und führte von Saint-Paul-Trois-Châteaux nach Cap d’Agde. Bei einer Streckenlänge von 217 Kilometern gab es eine Bergwertung der 3. Kategorie.

## Teilnehmende Teams
- BMC Racing Team (BMC)
- RadioShack-Nissan (RNT)
- Team Europcar (EUC)
- Euskaltel-Euskadi (EUS)
- Lampre-ISD (LAM)
- Liquigas-Cannondale (LIQ)
- Garmin-Sharp (GRS)
- AG2R La Mondiale (ALM)
- Cofidis, le Crédit en Ligne (COF)
- Saur-Sojasun (SAU)
- Sky ProCycling (SKY)
- Lotto Belisol Team (LTS)
- Vacansoleil-DCM (VCD)
- Katusha Team (KAT)
- FDJ-Big Mat (FDJ)
- Rabobank Cycling Team (TLJ)
- Movistar (MOV)
- Team Saxo Bank-Tinkoff Bank (STB)
- Astana Pro Team (AST)
- Omega Pharma-Quick Step (OPQ)
- Orica GreenEdge (OGE)
- Team Argos-Shimano (TGA)

## Strecke

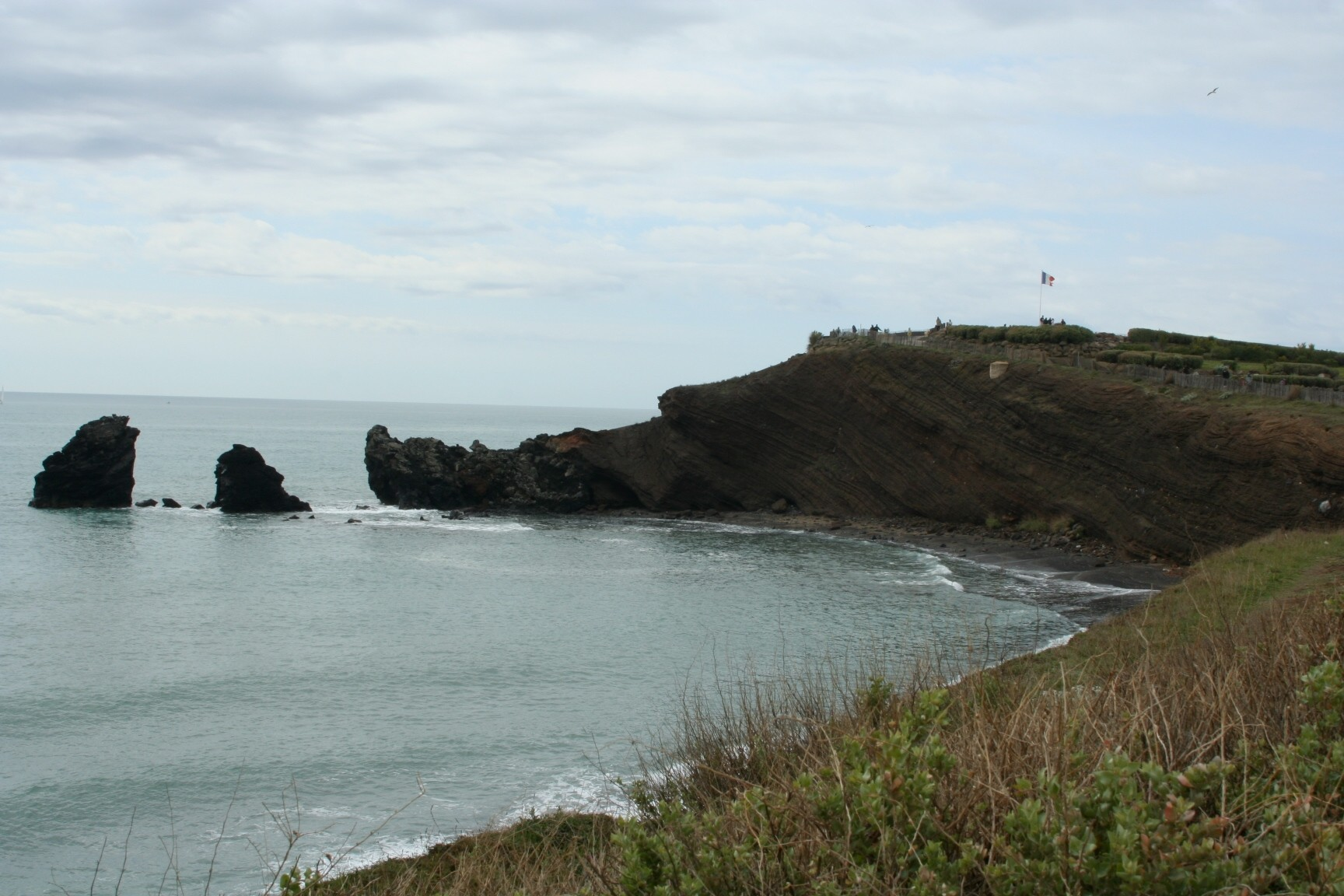
Cap d’Agde

Die Strecke führte überwiegend in südwestlicher Richtung durch die Départements Drôme, Gard und Hérault. Sie passierte zunächst die Städte Bagnols-sur-Cèze und Uzès. Nach dem Zwischensprint, der in Mas-de-Londres ausgetragen wurde, passierten die Fahrer die westlichen Vororte von Montpellier. Ab Frontignan ging es weiter über Sète parallel zur Küste. Das Profil war in den ersten zwei Dritteln leicht wellig, im letzten Drittel entlang des Mittelmeers weitgehend flach – mit Ausnahme der Bergwertung am Mont Saint-Clair, dem Hausberg von Sète.

## Rennverlauf

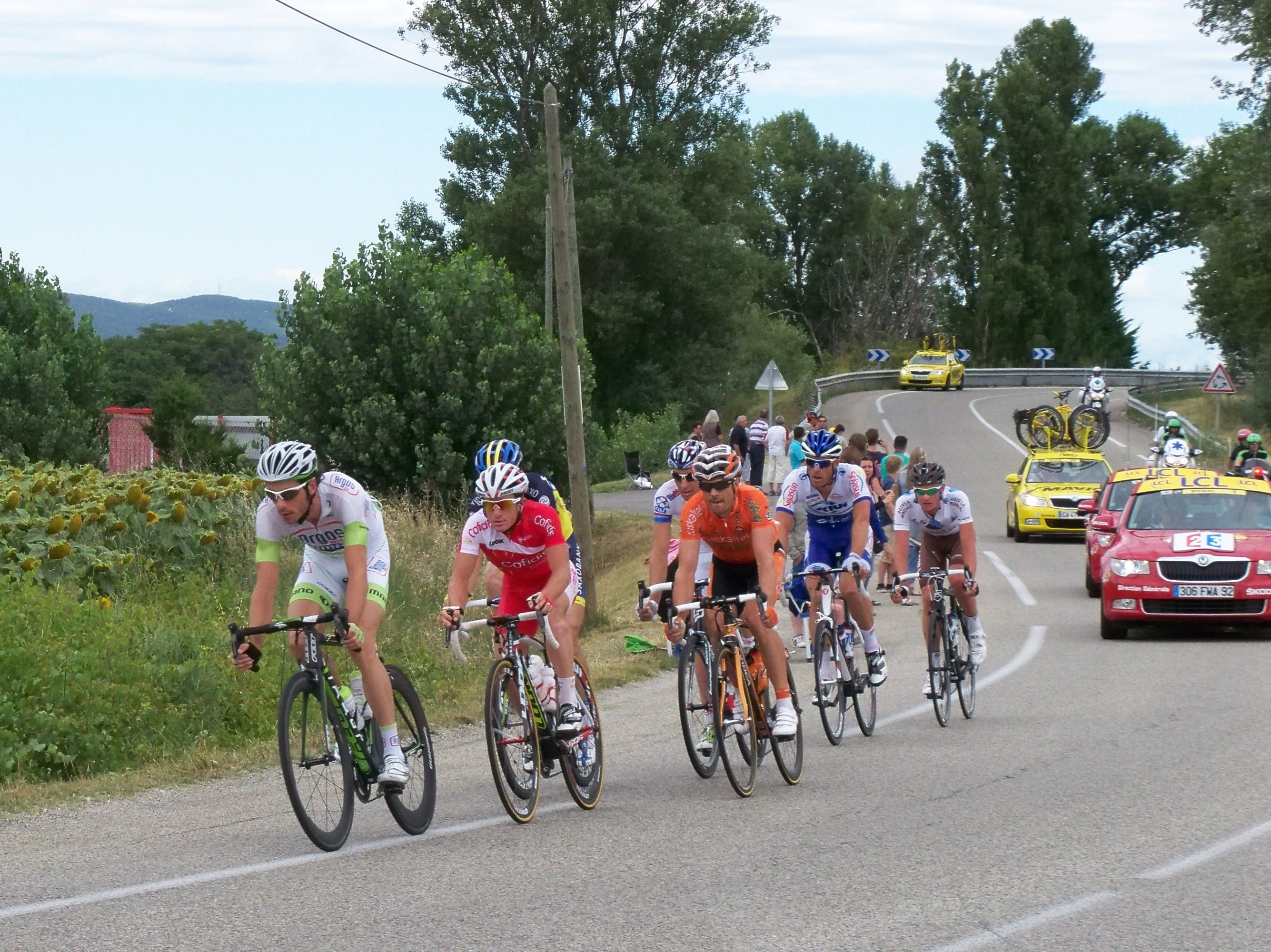
Die Ausreißergruppe

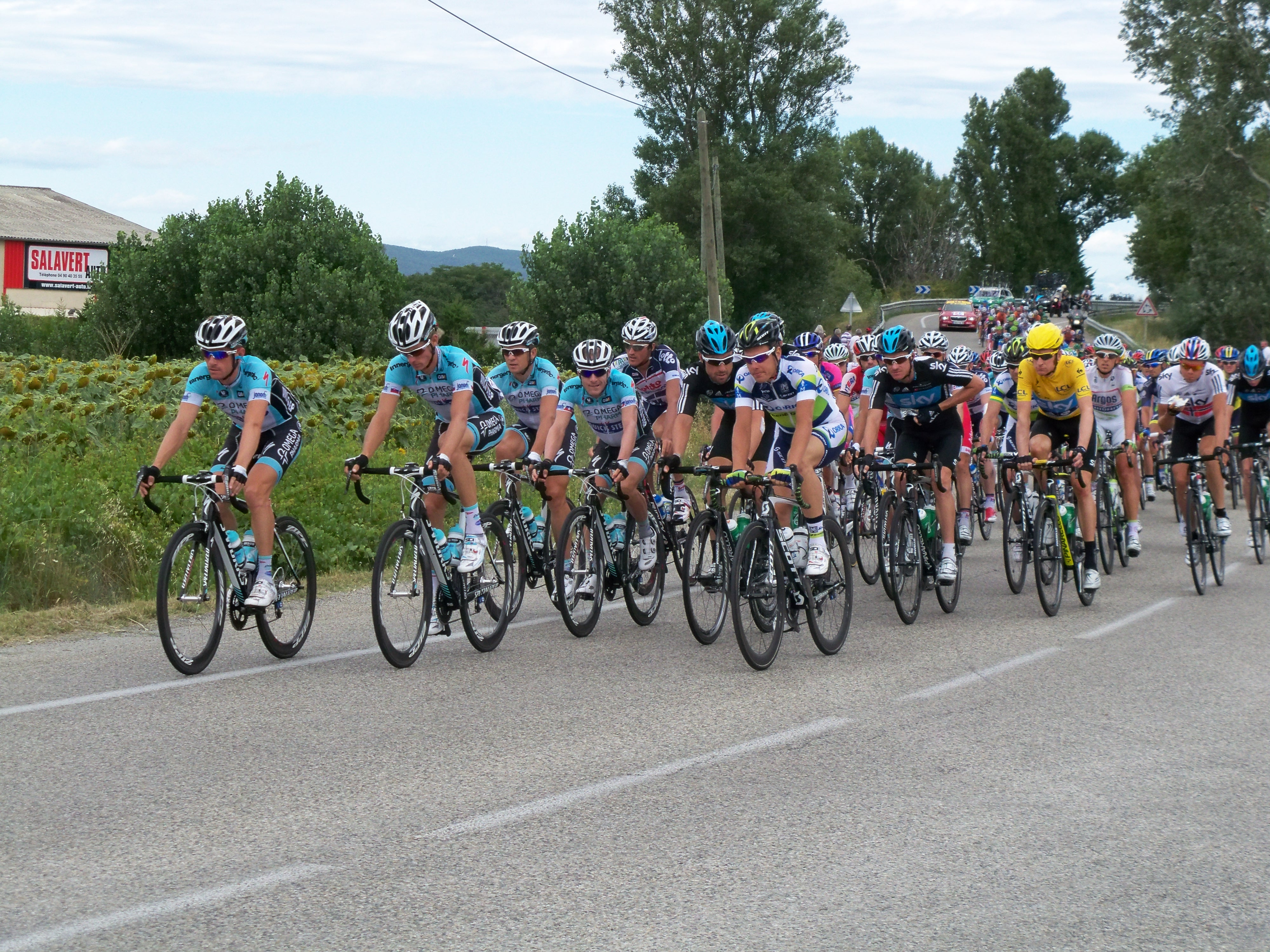
Omega Pharma-Quickstep leistet die Führungsarbeit im Peloton

Kurz nach dem Start setzte sich eine fünfköpfige Gruppe ab, bestehend aus Pablo Urtasun, Michael Mørkøv, Roy Curvers, Samuel Dumoulin und Matthieu Ladagnous. Wenig später schlossen Jimmy Engoulvent, Maxime Bouet und Jérôme Pineau zu ihnen auf. Der Vorsprung auf das Feld wuchs in der ersten Rennstunde auf mehr als neun Minuten an, verringerte sich dann aber bis Kilometer 80 aufgrund der Nachführarbeit des Teams Orica GreenEdge wieder auf unter fünf Minuten.
Den Zwischensprint passierte Urtasun als Erster; Schnellster des Feldes, das zu diesem Zeitpunkt 3:50 Minuten zurücklag, war Peter Sagan. Das Feld verringerte den Rückstand kontinuierlich, als Mørkøv 63 Kilometer vor dem Ziel ausriss und nun alleine führte. Vor Sète hatte Mørkøv etwa eine Minute Vorsprung auf seine Verfolger und drei Minuten Vorsprung auf das Feld. Im steilen Anstieg zum Mont Saint-Clair wurden jedoch sämtliche Ausreißer vom Feld überholt, das sich seinerseits in mehrere Gruppen teilte. Die Bergwertung gewann Jurgen Van Den Broeck vor Cadel Evans, der vergeblich einen Angriff auf Bradley Wiggins gestartet hatte.
Zurück auf Meereshöhe, teilte sich das Feld aufgrund von Windkanten in mehrere Gruppen. Aus der vordersten Gruppe rissen 16 Kilometer vor dem Ziel Alexander Winokurow und Michael Albasini aus. Die beiden konnten sich nicht entscheidend absetzen, da das Lotto Belisol Team das Tempo der Verfolger konstant hoch hielt. Zweieinhalb Kilometer vor dem Ende der Etappe wurden sie wieder eingeholt. Nachdem auch der Angriff von Luis León Sánchez gescheitert war, kam es zum Sprint, den André Greipel mit wenigen Zentimetern Vorsprung auf Peter Sagan für sich entschied.

## Bergwertung
| Mont Saint-Clair Kategorie 3 nach 194 km auf 159 m 1,6 km bei 10,2 % |            |                             |        |
| 1.                                                                   | Belgien    | Jurgen Van Den Broeck (LTB) | 2 Pkt. |
| 2.                                                                   | Australien | Cadel Evans (BMC)           | 1 Pkt. |

## Punktewertung
| Zwischensprint in Mas-de-Londres nach 126,5 km auf 190 m |             |                          |         |
| 1.                                                       | Spanien     | Pablo Urtasun (EUS)      | 20 Pkt. |
| 2.                                                       | Niederlande | Roy Curvers (ARG)        | 17 Pkt. |
| 3.                                                       | Frankreich  | Jérôme Pineau (OPQ)      | 15 Pkt. |
| 4.                                                       | Frankreich  | Matthieu Ladagnous (FDJ) | 13 Pkt. |
| 5.                                                       | Frankreich  | Jimmy Engoulvent (SAU)   | 11 Pkt. |
| 6.                                                       | Frankreich  | Samuel Dumoulin (COF)    | 10 Pkt. |
| 7.                                                       | Frankreich  | Maxime Bouet (ALM)       | 9 Pkt.  |
| 8.                                                       | Danemark    | Michael Mørkøv (STB)     | 8 Pkt.  |
| 9.                                                       | Slowakei    | Peter Sagan (LIQ)        | 7 Pkt.  |
| 10.                                                      | Deutschland | André Greipel (LTB)      | 6 Pkt.  |
| 11.                                                      | Australien  | Matthew Goss (OGE)       | 5 Pkt.  |
| 12.                                                      | Sudafrika   | Daryl Impey (OGE)        | 4 Pkt.  |
| 13.                                                      | Australien  | Baden Cooke (OGE)        | 3 Pkt.  |
| 14.                                                      | Osterreich  | Bernhard Eisel (SKY)     | 2 Pkt.  |
| 15.                                                      | Australien  | Michael Rogers (SKY)     | 1 Pkt.  |

| Etappenziel in Cap d’Agde nach 217,0 km auf 8 m |                        |                            |         |
| 1.                                              | Deutschland            | André Greipel (LTB)        | 45 Pkt. |
| 2.                                              | Slowakei               | Peter Sagan (LIQ)          | 35 Pkt. |
| 3.                                              | Norwegen               | Edvald Boasson Hagen (SKY) | 30 Pkt. |
| 4.                                              | Frankreich             | Sébastien Hinault (ALM)    | 26 Pkt. |
| 5.                                              | Sudafrika              | Daryl Impey (OGE)          | 22 Pkt. |
| 6.                                              | Frankreich             | Julien Simon (SAU)         | 20 Pkt. |
| 7.                                              | Italien                | Marco Marcato (VCD)        | 18 Pkt. |
| 8.                                              | Belgien                | Philippe Gilbert (BMC)     | 16 Pkt. |
| 9.                                              | Slowenien              | Peter Velits (OPQ)         | 14 Pkt. |
| 10.                                             | Deutschland            | Danilo Hondo (LAM)         | 12 Pkt. |
| 11.                                             | Italien                | Vincenzo Nibali (LIQ)      | 10 Pkt. |
| 12.                                             | Vereinigtes Konigreich | Bradley Wiggins (SKY)      | 8 Pkt.  |
| 13.                                             | Slowenien              | Janez Brajkovič (AST)      | 6 Pkt.  |
| 14.                                             | Belgien                | Kevin De Weert (OPQ)       | 4 Pkt.  |
| 15.                                             | Vereinigtes Konigreich | Chris Froome (SKY)         | 2 Pkt.  |

## Aufgaben
- 013 –  Tony Gallopin (RadioShack-Nissan): Aufgabe während der Etappe.